# Blessures intimes, blessures sociales
Faisant suite à Une politique de la fragilité, Blessures intimes, blessures sociales. De la plainte à la solidarité est un livre du philosophe français Fred Poché récompensé, en 2009, par le prix Jean Finot de l’Académie des Sciences Morales et Politiques.

## Résumé
Selon son auteur, de nombreux individus, parmi les plus fragiles, éprouvent, aujourd’hui, un sentiment d’irrespect, d’insécurité et d’impuissance qui engendre une profonde tristesse. Cette situation se trouve accentuée par le fait que les leviers pour résister se révèlent incertains. Moins portés par des imaginaires de libération et d’action qui guidaient jadis les citoyens dans le sens d’une transformation collective, beaucoup se sentent seuls face aux injustices. De véritables traumatismes bouleversent alors l’existence de ceux que des logiques économiques et politiques  méprisent, exploitent, ou excluent sans état d’âme. 
Parfois, les blessures se révèlent si fortes qu’aucune verbalisation ne semble possible. À d’autres moments, des paroles émergent, certes, mais pour s’enfermer dans des logiques inefficaces que Fred Poché appelle : la victimisation , la répétition névrotique et le ressentiment mortifère. L’auteur de Blessures intimes, blessures sociales montre alors qu’il est possible de dépasser la plainte, notamment par la production de récits structurants, de paroles argumentatives ou d’actions collectives ; mais aussi, et d’abord, en bénéficiant d’espaces permettant d’échanger avec les autres sous le mode du partage. En effet, dans cette forme de rencontre, la plainte s’exprime avec plus de douceur et de sérénité, car chaque partenaire se sent accueilli, sans jugement hâtif ou maladroit. Face à l’atomisation contemporaine des individus, à la crise des identités et du sentiment d’appartenance à une communauté, le partage authentique avec l’autre se révèle tout à la fois fécond et subversif. Il permet, en l’occurrence, de préparer les conditions d’une culture du dialogue, primordiale pour notre démocratie, et de recentrer chacun sur les fondamentaux de l’existence : l’échange, la gratuité, la conscientisation mutuelle, le sens de l’accueil réciproque et le goût pour l’action collective. 
Le philosophe français souligne que notre époque semble habitée par une logique stoïcienne problématique qui consiste à reprendre, sous des termes plus « modernes », comme celui de résilience, ce qu'Epictète formulait en son temps : « Souviens-toi que ce n’est ni celui qui te dit des injures, ni celui qui te frappe, qui t’outrage ; mais c’est l’opinion que tu as d’eux et qui te les fait regarder comme des gens dont tu es outragé ». Devant la plainte triste et impuissante, cette philosophie spontanée renvoie les individus blessés au simple rapport qu’ils entretiennent avec eux-mêmes face à ce qu’ils endurent. Avec un tel mode de représentation, les actions contre la souffrance sociale se réduisent à une psychologisation du vécu qui se révèle incapable d’interroger les causes de l’injustice et de l’oppression. Dans notre désir de solidarité avec ceux que des blessures profondes enferment dans la fatalité, le ressentiment inutile, ou la haine destructrice, Fred Poché souligne la nécessité d'une réflexion sur la normativité qui habite nos regards et nos actes. De cette exigence naît tout à la fois une attention aux valeurs qui motivent notre souci des plus vulnérables, une éthique du souci de soi, comme vigilance personnelle face au danger actuel de la grégarité, et une prise en compte des contextes toujours en mouvement, en recomposition, en émergence. Ces contextes traversés, aujourd’hui, par des logiques d’urgence anxiogènes et discriminantes, nous obligent à réinventer de nouvelles formes de solidarité. Enfin, devant ce qui touche la dignité des plus vulnérables, l’auteur met en relief l’importance mais aussi la limite d’une parole critique et dénonciatrice. En effet, pour ne pas céder au découragement, il lui semble nécessaire également de promouvoir une esthétique de la solidarité qui invite à valoriser ce qui, dans le quotidien, se manifeste comme désir de vivre ensemble, comme résistance joyeuse. L’ouvrage s’efforce ainsi de souligner la capacité d’agir (« agency ») des individus et leur capacité à défataliser leur existence.

## Recension du livre:Blessures intimes, blessures sociales
- Jean-Michel Dumay, "Les parachutes pathologiques", Le Monde, 6 octobre 2008.

- Relations, n°731, mars 2009.

- Guy Samama (Conseiller au Collège international de Philosophie), Le Bulletin des Nouveautés France Culture, février 2009.

- Marie-Etiennette Bély,Théophilyon, 14 no 2, 2009, p 435-438.

- Yves Labbé, Revue des sciences religieuses, 83 no 2 Ap 2009, p 298-299.

- Jean Radermakers, Nouvelle Revue Théologique, 134 (2), Ap-Je 2012, p. 324.

- Isabelle Grellier, Revue d’histoire et de philosophie religieuses, 90, n°2, Ap-Je 2010, p. 26.

- Benoît Malvaux, Lumen Vitae, 65 (1), janvier-mars 2010, p. 115.

- Pascale Gruson, Etudes, 2009, 1, Tome 410, p. 40.

- Partage, septembre-octobre 2008, p. 51.

- Jean-François Petit, "L'intimité en bandoulière", La Croix, jeudi 23 octobre 2008, p. 16.

- Philippe Coste, Responsables, n° 391, février 2009, p. 27.

## Prolongements
F. Poché, "Accompagner des jeunes très vulnérables dans une société fragmentée", Les Cahiers de l'efpp, Le magazine de formation psycho pédagogique - n° 20, Automne 2014, p. 12-13.
Du même auteur : « Chemin de solidarité », Relations, no 726, juillet-août, 2008, (Québec), p. 12-15.